# TCI International
TCI International ist eine US-amerikanische Kommunikationsfirma für militärische Funk- und Datentechnik. Sie gehört heute zur SPX Corporation.
TCI wurde 1968 in Silicon Valley gegründet und stattet vor allem US-Behörden und Militär mit Fernmeldetechnologie aus. Nach eigenen Angaben sind die Hälfte der Mitarbeiter der Firma Ingenieure. Die Firma baut Abhörtechnik für SIGINT-Anwendungen und Peiltechnik.
Zum Programm gehören:
- Digital Signal Processors DSB
- Antennen-Arrays
- Hardware und Software Entwicklung

## Einsatz
Die Kommunikationstechnik von TCI kommt auf vielen militärischen Einrichtungen weltweit zum Einsatz. Sichtbar sind oft die TCI Log-Periodic Antennen mit einer Gitterstruktur. So werden auf der Egelsbach Transmitter Facility der 7. US-Armee mehrere TCI 524 eingesetzt.